# Krehora
Krehora je přírodní památka v oblasti Štiavnické vrchy.
Nachází se v katastrálním území obce Čebovce v okrese Veľký Krtíš v Banskobystrickém kraji. Území bylo vyhlášeno či novelizováno v roce 1992 na rozloze 1,4900 ha. Ochranné pásmo nebylo stanoveno.